# Simulium kugitangi
Simulium kugitangi es una especie de insecto del género Simulium, familia Simuliidae, orden Diptera.
Fue descrita científicamente por Yankovsky & Shinkovsky, 1992.